# Leandro Stillitano
Leandro Gabriel Stillitano (Gerli, 6 de febrero de 1983) es un entrenador de fútbol argentino. Actualmente es asistente técnico de Javier Mascherano en el Inter Miami. 

## Trayectoria

### Como futbolista y entrenador
Inició su carrera deportiva como jugador en Lugano entre los años 2005 y 2008 jugando en 78 partidos oficiales de la categoría. En el año 2008 fue transferido al Dock Sud, donde jugó 13 partidos. Al año siguiente se retiró del fútbol y en 2011 inició su actividad como director técnico de un club de la cuarta División del futbol argentino.
Paralelamente estudió la carrera universitaria de Licenciatura en Recursos Humanos en el Instituto Universitario Escuela Argentina de Negocios de Argentina, graduándose en el 2014. La educación continua ha sido su manera de avanzar en la carrera, por lo cual obtuvo la Diplomatura en Coaching Deportivo en el año 2017.
En San Martín de Burzaco, militando en la Primera D, inició su carrera como entrenador (2012 - 2014) y se convirtió en el entrenador más joven del momento del futbol argentino (29 años).   
Luego fue contratado por el Club Juventud Unida de la Primera C, y dirigió los últimos 8 partidos del equipo, en el año 2014.  

### Banfield
Durante en primer semestre del 2015, se sumó al cuerpo técnico de Ariel Holan como ayudante de campo, trabajando en la Reserva de la institución de la Zona Sur.

### Defensa y Justicia
Junto al CT de Ariel Holan, trabajó en la institución de Varela desde junio de 2015 hasta noviembre de 2016. 
En ese período, Defensa y Justicia eliminó a Independiente de la Copa Argentina 2015-16 con un gol de Andrés Ríos, y obtuvo el 4º puesto de la Zona B en el torneo de Primera División 2016, que lo clasificó a su primer torneo internacional, la Copa Sudamericana 2017.

### Independiente
Tras un buen paso por Defensa y Justicia, el 29 de diciembre de 2016 Ariel Holan fue convocado por el Club Atlético Independiente para dirigir su equipo de primera división tras la salida de Gabriel Milito, firmando un contrato hasta diciembre de 2017. Leandro Stillitano siguió en el cuerpo técnico del entrenador, y lo acompañó como su primer ayudante de campo.
El 13 de diciembre de 2017 se consagró campeón de la Copa Sudamericana empatando 1 a 1 en el mítico estadio Maracaná frente al Flamengo, quedando así 3-2 en el global. Esta victoria fue de una real importancia para el club, ya que no tenía ningún título desde 2010 y había pasado una temporada en la segunda categoría del fútbol argentino, algo inédito en su historia. El público agradeció al entrenador y a su cuerpo técnico le tomó gran cariño por el título y juego que lograron imprimirle al equipo. 
El 28 de junio de 2018, el club anunció la renovación anticipada del contrato hasta 2021, algo inusual en el fútbol argentino y además de ser el segundo entrenador del primer equipo se hizo cargo del equipo de Reserva, cumpliendo los objetivos propuestos de empezar a preparar a los juveniles con mayor proyección a las exigencias del club.
El 8 de agosto de 2018, el club se Campeón de la Copa Suruga Bank ganándole 1 a 0 al Cerezo Osaka con gol de Silvio Romero.
En junio de 2019, el club decidió dejar de contar con los servicios del Ariel Holan, lo que significó también el alejamiento de Leandro Stillitano de la institución. 
Dirigieron 160 partidos, obteniendo el 60% de los puntos en juego.

### Xolos de Tijuana - México
En noviembre de 2019 se unió al cuerpo técnico del entrenador Gustavo Quinteros, como asistente técnico, cargo que ocupó hasta el 13 de junio de 2020, cuando culminó el contrato, logrando ser finalista de la Copa MX,final que no pudieron disputar a causa de la pandemia de covid-19.

### Colo-Colo
En octubre de 2020 llegó a Colo-Colo, nuevamente como integrante del cuerpo técnico de Gustavo Quinteros, en un momento deportivo particular del equipo, que peleaba los puestos de descenso. 
En febrero de 2021, lograron conseguir la permanencia en primera división, ganando la promoción frente a Universidad de Concepción, 1 a 0 con gol de Pablo Solari.
En septiembre de 2021, Colo-Colo se consagró campeón de su 13.ª Copa Chile, ganándole a Everton de Viña del Mar por 2 a 0, en el estadio Fiscal de Talca. 
En diciembre del mismo año, consiguieron el subcampeonato del Torneo Nacional de Chile, con el 80% del plantel que logró mantener la categoría y consiguiendo ser la valla menos vencida del torneo.
En enero de 2022, se consagró campeón de la Supercopa de Chile, ganándole la final al Club Universidad Católica por 2 a 0, con sede en el Estadio Ester Roa Rebolledo de la ciudad de Concepción.
El 23 de octubre de 2022, sosteniendo el liderazgo desde la fecha 9 y a 3 fechas de la finalización del Torneo de Primera División de Chile, se consagró campeón Colo Colo de la Estrella 33, ganándole por 2 a 0 a Coquimbo Unido en el Estadio Francisco Sánchez Rumoroso.

### Independiente
En noviembre de 2022 se hizo oficial su llegada al Club Atlético Independiente, para ser su entrenador titular, al frente del cuerpo técnico. Logró obtener el Triangular Internacional de Verano en San Juan, empatando sin goles con Club Atlético Boca Juniors y ganándole 2 por 0 Everton de Viña del Mar. En el torneo de primera división hizo una muy mala campaña, obteniendo solamente 8 puntos sobre 24 disputados. De esa forma, el 18 de marzo de 2023 abandonó el club.

## Clubes

### Como entrenador
| Club          | País      | Año  |
| ------------- | --------- | ---- |
| Independiente | Argentina | 2023 |

### Como ayudante de campo
| Club                          | País           | Año       |
| ----------------------------- | -------------- | --------- |
| Banfield                      | Argentina      | 2015      |
| Defensa y Justicia            | Argentina      | 2015-2016 |
| Independiente                 | Argentina      | 2017-2019 |
| Tijuana                       | México         | 2019-2020 |
| Colo-Colo                     | Chile          | 2020-2022 |
| Selección sub-20 de Argentina | Argentina      | 2023      |
| Selección sub-23 de Argentina | Argentina      | 2024      |
| Selección sub-20 de Argentina | Argentina      | 2024      |
| Inter Miami                   | Estados Unidos | 2025-Act. |

## Estadísticas como entrenador
| Independiente Argentina | 1.ª   | 2023  | 8 | 1 | 5 | 2 | Inc. | - | - | - | - | - | - | - | - | - | - | - | - | - | 8 | 1 | 5 | 2 | 8/24 | 33.33% | 7 | 9 | -2 |
| Independiente Argentina | Total | Total | 8 | 1 | 5 | 2 | -    | - | - | - | - | - | - | - | - | - | - | - | - | - | 8 | 1 | 5 | 2 | 8/24 | 33.33% | 7 | 9 | -2 |

#### Resumen por competencias
| Torneo                        | Estadísticas | Estadísticas | Estadísticas | Estadísticas | Estadísticas | Estadísticas | Estadísticas | Estadísticas | Estadísticas       |
| Torneo                        | PJ           | G            | E            | P            | GF           | GC           | DG           | Rendimiento  | Mejor Resultado    |
| ----------------------------- | ------------ | ------------ | ------------ | ------------ | ------------ | ------------ | ------------ | ------------ | ------------------ |
| Primera División de Argentina | 8            | 1            | 5            | 2            | 7            | 9            | -2           | 33.33%       | Decimonoveno lugar |
| Total                         | 8            | 1            | 5            | 2            | 7            | 9            | -2           | 33.33%       | -                  |

## Palmarés

### Como ayudante de campo (segundo entrenador)

#### Campeonatos nacionales e internacionales
| Título                    | Club          | Sede           | Año  |
| ------------------------- | ------------- | -------------- | ---- |
| Copa Sudamericana         | Independiente | Río de Janeiro | 2017 |
| Copa Suruga Bank          | Independiente | Osaka          | 2018 |
| Copa Chile                | Colo-Colo     | Talca          | 2021 |
| Super Copa Chile          | Colo-Colo     | Concepción     | 2022 |
| Primera División de Chile | Colo-Colo     | Coquimbo       | 2022 |